# Darkest Hour: A Hearts of Iron Game
Darkest Hour: A Hearts of Iron Game (с англ. — «Темнейший Час: игра серии "Железные сердца"») — компьютерная игра в жанре глобальная стратегия, выпущенная компанией Paradox Interactive и посвящённая историческому периоду с 1914 по 1964 год. Официальный выход игры на платформе Windows произошёл 5 апреля 2011 года.

## Игровой процесс
В Darkest Hour игроку предстоит управлять государством ведя войны, меняя политику страны, принимая исторические решения, заключая соглашения и ведя торговлю с другими странами, изучая технологии, указывая задачи для промышленности и ведя внутреннюю и внешнюю разведку. Игрок может играть за любую страну, существовавшую с 1914 по 1945. В сценарии «Великая Война» — с 1914 по 1918 год, существует два военно-политических альянса: Антанта и Центральные державы. В остальных сценариях существуют три альянса: Коминтерн, Ось и Союзники. В Оси в 1933 состоит лишь Германия, в союзниках — Франция, Великобритания и их колонии, и в Коминтерне — СССР, Тува и Монголия. Игра делится на две версии — облегчённую (Light) и полную (Full). Облегчённая в большей степени схожа с Hearts of Iron 2 чем полная.

## Игровой сюжет
Игра воссоздаёт исторические события времени двух мировых войн, в то же время она допускает расхождения с реальной историей.

### Германия
В сценарии 1914-го года, посвящённом Первой мировой войне, игра допускает возможность победы Германии. В этом случае Германия приобретёт новые территории во Франции и Бельгии, увеличит размер колониальных владений в Африке, а на востоке оградит себя от России рядом марионеточных государств. В случае поражения Германии будет заключён исторический мирный договор.
Начиная в 1933, игрок сможет выбрать между Третьим Рейхом и Коммунистической Германией. ИИ всегда выбирает первый вариант.
При выборе первого варианта, первыми событиями будут Занятие Рейнской демилитаризованной зоны и Формирование Вермахта. Затем вы должны будете совершить аншлюс Австрии и Занятие Судетской области, а также сформировать Антикоминтерновский пакт. После этого вы совершите План «Грюн» и захватите Чехословакию. Дальше вам предстоит захватить Польшу и воевать с Францией, Люксембургом, Бельгией и Нидерландами. После захвата Польши, вам понадобится вторгнуться в Данию и Норвегию из-за того, что Швеция не может перевозить вам железо, пока рудная железная дорога в Балтийском море перерезана. Затем вы нападёте на СССР, и после того, (если вы победите в тяжкой борьбе, а это сложно, так как через примерно полгода инициатива переходит к вашим врагам) вы получите письмо с капитуляцией ваших врагов. После осуществления операции Морской Лев вам останется только вторгнуться в Северную Америку. Поражение Германии, в свою очередь, приведёт к исходу, схожему с историческим, но при этом новые страны Европы будут созданы «по лекалам» страны-победительницы. Таким образом возможно создание единой прозападной или просоветской Германии.
При выборе второго, первое событие после этого будет заключение союза с СССР, затем вы должны выждать до события «Безработица сократилась до 5 %». После этого вы можете начать Мировую революцию, а затем объявить войну всему капиталистическому миру. После этого, фактически, нет никаких особенных событий.

### Советский Союз
Игра допускает историческое развитие событий, но при этом возможны и другие варианты развития событий.
От грандиозной чистки офицерского состава армии в 1937 году можно отказаться. В этом случае резкое увеличение недовольства создаст проблемы для советской промышленности и будет грозить бунтами.
Заключать пакт Молотова — Риббентропа необязательно, возможно также ограничение пакта разделом Польши.
Возможна как полная победа в Зимней войне с присоединением Финляндии, так и отказ от вторжения.